# John Dos Passos

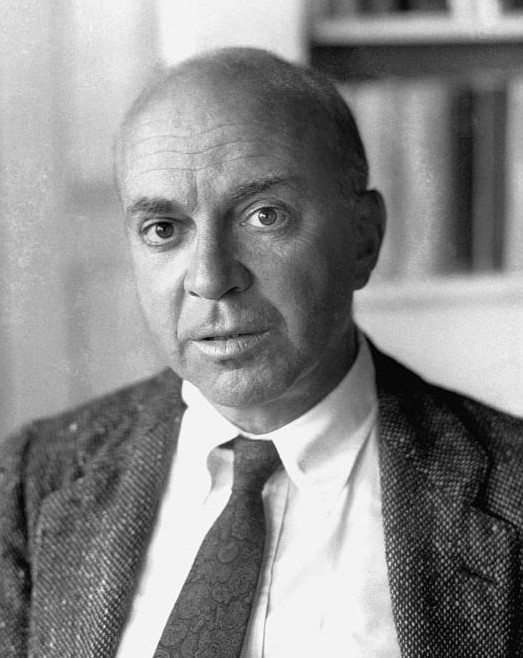
John Dos Passos

John Roderigo Dos Passos (* 14. Januar 1896 in Chicago; † 28. September 1970 in Baltimore) war ein amerikanischer Schriftsteller. Er gilt neben Ernest Hemingway, William Faulkner und F. Scott Fitzgerald als einer der Hauptvertreter der amerikanischen Moderne.

## Leben
Dos Passos wurde als unehelicher Sohn des wohlhabenden Rechtsanwalts portugiesischer Abstammung John Randolph Dos Passos (1844–1917) geboren und wuchs unter der Obhut seiner Mutter Lucy Addison Sprigg Madison in Virginia auf. Noch als Schüler unternahm er mit einem Privatlehrer eine halbjährige Grand Tour durch Frankreich, England, Italien, Griechenland und den Nahen Osten, um dort Meisterwerke der klassischen Kunst und Architektur im Original zu studieren.
1913 schrieb er sich an der Harvard University ein und ging nach Studienabschluss 1916 nach Spanien, um sich dort ebenfalls Kunst und Architektur anzuschauen. Zu der Zeit wütete in Europa der Erste Weltkrieg, in den die USA damals noch nicht eingetreten waren. Dos Passos meldete sich im Juli 1917 auf französischer Seite zusammen mit seinen Freunden E. E. Cummings und Robert Hillyer als Krankenwagenfahrer. Diese Funktion übte er als Mitarbeiter des Roten Kreuzes aus. Damit war er nicht direkt an der Frontlinie. Er erwies sich aber als guter Zuhörer und genauer Beobachter, auch der Rolle des YMCA in der mentalen Kriegsvorbereitung.
Im Spätsommer 1918 hatte er den Entwurf seines ersten Romans fertiggestellt. Zu dieser Zeit wurde er zu den Sanitätstruppen der US-Armee einberufen, wofür er sich in Camp Crane, Pennsylvania, melden musste. Zu Kriegsende war er in Paris stationiert, wo ihm ein Anthropologie-Studium an der Sorbonne genehmigt wurde. Eine der Figuren in dem Roman Neunzehnhundertneunzehn durchläuft praktisch dieselben Stationen und bleibt nach dem Krieg in Paris.

## Literarische Karriere
Der erste Roman One Man’s Initiation: 1917 wurde 1920 veröffentlicht. Ihm folgte 1921 der Anti-Kriegs-Roman Three Soldiers, der ihm erste Anerkennung eintrug. 1925 erschien Manhattan Transfer, das heute neben Andrei Belys Petersburg, James Joyce’ Ulysses und Alfred Döblins Berlin, Alexanderplatz als einer der großen Großstadtromane der literarischen Moderne gilt. Hier wandte er zum ersten Mal in seinem Werk die Technik des Bewusstseinsstroms an. Der Roman war auch kommerziell ein Erfolg.
Dos Passos verstand sich zu dieser Zeit als Sozialrevolutionär und betrachtete die Vereinigten Staaten als in eine reiche und eine arme Nation geteilt. Voller Bewunderung schrieb er über die Wobblies. Nach der Verurteilung von Sacco und Vanzetti beteiligte er sich mit anderen Persönlichkeiten an einer vergeblichen Kampagne, um ihnen die Todesstrafe zu ersparen. 1928 verbrachte Dos Passos mehrere Monate in der Sowjetunion, um den Sozialismus zu studieren.
Während seiner langen und erfolgreichen Karriere verfasste Dos Passos 42 Romane, daneben Gedichte, Essays und Theaterstücke und schuf mehr als 400 Gemälde. 1930 bis 1936 erschien seine imposante Romantrilogie U.S.A., bestehend aus The 42nd Parallel, 1919 und The Big Money. Sie stellt ein großangelegtes Sittenbild der amerikanischen Gesellschaft in den Jahren 1890 bis 1930 dar. Dos Passos verwandte dabei verschiedene experimentelle Collagetechniken mit Zeitungsausschnitten und -schlagzeilen, Gedichten, biografischen Elementen und Fiktion. Obwohl jeder Roman auch für sich alleine stehen kann, ist die Trilogie dafür konzipiert, als Ganzes gelesen zu werden. Seine Reflexionen zur politischen und wirtschaftlichen Richtung der USA sind voller Pessimismus, und nur wenigen Romanfiguren gelingt es, ihre Ideale durch den Ersten Weltkrieg zu retten.
Dos Passos war in den Zwanziger Jahren ein Sympathisant der jungen Sowjetunion und stand während des Spanischen Bürgerkriegs (1936–1939) auf Seiten der Republikaner. Daher fuhr er zusammen mit seinem Freund Ernest Hemingway nach Spanien. Als Dos Passos in Spanien sah, wie terroristisch die sowjetische Fraktion dort ihre Führungsstellung gegen die verbündeten Trotzkisten und Anarchisten durchsetzte – u. a. ermordeten sie 1937 Dos Passos’ Übersetzer José Robles –, ging er auf Distanz zur stalinistischen Linken und verfasste eine Reihe kritischer Artikel gegen sie. Es kam zum Bruch mit Hemingway und Herbert Matthews wegen deren herablassender Haltung zum Krieg und ihrer Bereitschaft, sich für die stalinistische Propaganda einspannen zu lassen. In The Big Money schuf er die Figur eines idealistischen Kommunisten, der durch innerparteilichen Terror zerstört wird. Da die Sowjetunion zu dieser Zeit, trotz der Moskauer Prozesse, in Europa als wichtigste antifaschistische Macht angesehen wurde, musste Dos Passos einen scharfen Einbruch der Verkaufszahlen seiner Bücher hinnehmen. Erst dreißig Jahre später wurde er in Europa rehabilitiert, als er 1967 in Anerkennung seiner literarischen Leistungen den angesehenen Antonio-Feltrinelli-Preis erhielt.
Von 1942 bis 1945 arbeitete Dos Passos als Journalist im Zweiten Weltkrieg; 1947 wurde er in die American Academy of Arts and Sciences gewählt. Seit 1937 war er Mitglied der American Academy of Arts and Letters. Durch einen Autounfall verlor er seine Ehefrau Katharine Smith, mit der er 18 Jahre lang verheiratet gewesen war, sowie das Augenlicht auf einer Seite. Schließlich verheiratete er sich erneut mit Elizabeth Holdridge (1909–1998) und schrieb bis zu seinem Tod 1970 in Baltimore. Er ist auf dem Yeocomico Churchyard Friedhof in Cople Parish, Westmoreland County, Virginia, beerdigt, nicht weit von dem Ort, wo er lebte.
Die Longwood Universität in Farmville, Virginia verleiht seit 1980 den Dos Passos Prize.

## Der Maler
Bevor Dos Passos als Romanschriftsteller aufstieg, zeichnete und malte er. Den Sommer 1922 verbrachte er in der Hamilton Easter Field's art colony in Ogunquit, Maine. Viele seiner Bücher, die in den folgenden zehn Jahren auf den Markt kamen, enthielten Umschlagbilder und Illustrationen, die Dos Passos geschaffen hatte. Beeinflusst von verschiedenen Kunstrichtungen, wie Impressionismus, Expressionismus und Kubismus, schuf er seinen eigenen Stil. Dass seine Arbeit mehr als ein reines Hobby war, belegt eine Ausstellung im New Yorker National Arts Club 1922 sowie im folgenden Jahr in Gertrude Whitneys Studio Club in New York.
Auch wenn Dos Passos nie als großer Maler anerkannt wurde, malte er doch sein ganzes Leben hindurch. Die Themen wurden von seinen Reisen in Spanien, Mexiko und Nordafrika bestimmt sowie von den Straßen und Cafés des Montparnasse-Viertels von Paris, das er mit seinen Freunden Fernand Léger, Ernest Hemingway und Blaise Cendrars durchstreifte. Zwischen 1925 und 1927 schrieb Dos Passos Theaterstücke und schuf auch die Plakate und Bühnenbilder für das New Playwrights Theater in New York. In seinen späteren Jahren malte er Landschaften rund um seine Wohnorte in Maine und Virginia.
2001 wurde eine Kunstausstellung unter dem Titel The Art of John Dos Passos an der Queens Borough Library in New York eröffnet, die dann durch etliche Orte in den USA tourte.

## Werke (Auswahl)
- The Scene of Battle (1919)
- One Man's Initiation: 1917 (1920)

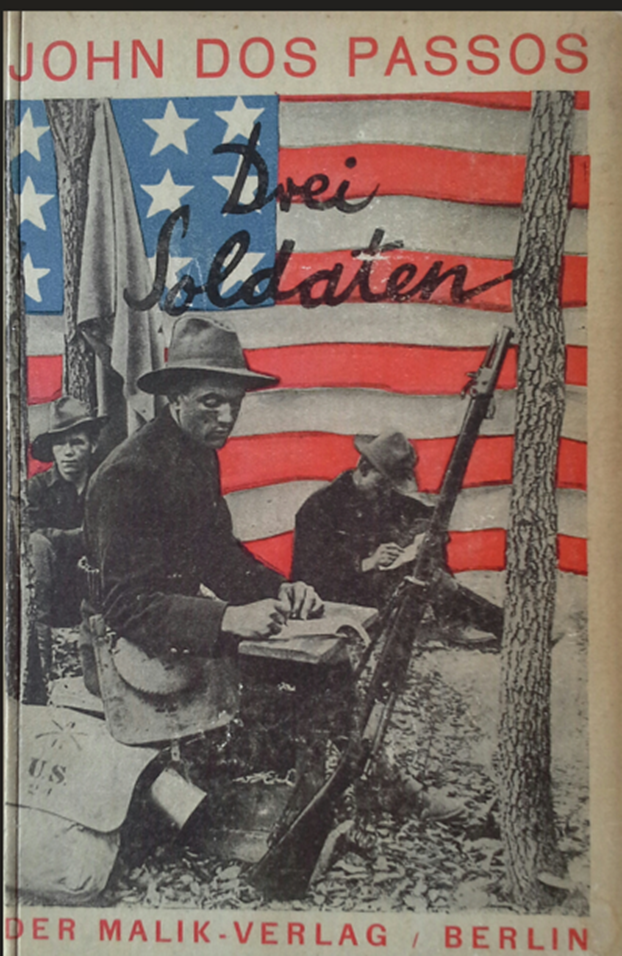
Buchumschlag des Malik-Verlags 1922 von John Heartfield

- Buchumschlag des Malik-Verlags 1922 von John HeartfieldThree Soldiers (1921) (dt. EA: Drei Soldaten, Malik Verlag Berlin 1922)
- A Pushcart at the Curb (1922)
- Rosinante to the Road Again (1922)
- Streets of Night (1923)
- Manhattan Transfer (1925) (dt. EA: Manhattan Transfer, S. Fischer Verlag Berlin 1927)
- Facing the Chair (1927)
- Orient Express (1927) (dt. EA: Orient-Express, Nagel & Kimche München 2013)
- U.S.A. (1930, 1932, 1936; dreibändig)
  - The 42nd Parallel (dt. EA: Der 42. Breitengrad, S. Fischer Verlag Berlin 1930)
  - Nineteen Nineteen (dt. EA: Auf den Trümmern, S. Fischer Verlag Berlin 1932)
  - The Big Money (dt. EA: Der große Schatten, Büchergilde Gutenberg Zürich/Prag 1938; Neuübersetzung: Die Hochfinanz, Rowohlt Verlag Hamburg 1962)
- Das Land des Fragebogens. 1945: Reportagen aus dem besiegten Deutschland. (für das US-Magazin Life aus Frankfurt am Main, einem Dorf in der hessischen Provinz, vom Kriegsverbrecherprozeß in Nürnberg und aus Wien). Frankfurt a. M., Neue Kritik, 1997.
- The Ground we Stand On (1949)
- District of Columbia (1952), dreibändig
  - Adventures of a Young Man (1939)
  - Number One (1943)
  - The Grand Design (1949)
- Chosen Country (1951)
- Most Likely to Succeed (1954)
- The Head and Heart of Thomas Jefferson (1954)
- Amerikanische Porträts. Erfinder / Präsidenten / Rebellen (1985, Orig. 1957 The Men Who Made the Nation)
- Der Tod des James Dean. Zusammen mit Alfred Andersch (1960)
- Die großen Tage (1965; Orig. 1958 The Great Days)
- Prospects of a Golden Age (1959)
- Jahrhundertmitte (1963, Orig. 1961 Midcentury)
- Mr. Wilson's War (1962)
- Brazil on the Move (1963)
- The Best Times: An Informal Memoir (1966)
- The Shackles of Power (1966)
- The Portugal Story (1969)
- Century's Ebb: The Thirteenth Chronicle (1970)
- Easter Island: Island of Enigmas (1970)